# Neohesperilla xiphiphora
The Xiphiphora Skipper (Neohesperilla xiphiphora) là một loài bướm ngày thuộc họ Hesperiidae. Nó được tìm thấy ở Bắc Úc và Cape York of Australia.
Sải cánh dài khoảng 30 mm.
Ấu trùng ăn Schizachyrium perplexum.